# Lawrence Dundas, II marchese di Zetland
Lawrence John Lumley Dundas, II marchese di Zetland (Londra, 11 giugno 1876 – 6 febbraio 1961) è stato un politico inglese, conte di Ronaldshay tra il 1892 e il 1929.

## Biografia
Era il figlio di Lawrence Dundas, I marchese di Zetland, e di sua moglie, Lady Lillian Lumley, figlia di Richard Lumley, IX conte di Scarbrough. Studiò alla Harrow School e al Trinity College, Cambridge.

## Carriera politica
È stato deputato per Hornsey (1907-1916). Nel settembre 1912, è stato nominato (con Lord Islington, Herbert Fisher, il giudice Abdur Rahim e altri), come membro della Commissione Reale sui Servizi Pubblici in India(1912-1915). Fu governatore del Bengala (1917-1922) e il Segretario di Stato per l'India (1937-1940).
Zetland svolse un ruolo importante nei lunghi negoziati che hanno portato al Government of India Act 1935.
Zetland, che era noto per favorire buone relazioni tra il Regno Unito e la Germania, è stato associato alla Compagnia anglo-tedesco durante la fine del 1930.
Prestò giuramento del Consiglio della Corona nel 1922. Ha anche portava la Spada di Stato durante l'incoronazione di Giorgio VI nel 1937 e fu Lord luogotenente del North Riding of Yorkshire (1945-1951). È stato eletto presidente della Royal Geographical Society nel 1922.

## Matrimonio
Sposò, il 3 dicembre 1907, Cicely Archdale (1886-11 gennaio 1973), figlia del colonnello Mervyn Archdale. Ebbero cinque figli:
- Lawrence Dundas, III marchese di Zetland (12 novembre 1908-5 ottobre 1989);
- Lady Viola Mary Dundas (4 gennaio 1910-21 marzo 1995);
- Lady Lavinia Margaret Dundas (31 dicembre 1914-4 gennaio 1974), sposò in prime nozze John Rogerson, in seconde nozze Jack Green e in terze nozze Francis Sandars;
- Lady Jean Agatha Dundas (4 maggio 1916-13 maggio 1995), sposò Hector Christie, ebbero due figli;
- Lord Bruce Thomas Dundas (18 ottobre 1920-febbraio 1942).

## Morte
Morì il 6 febbraio 1961.

## Ascendenza
|                                            |                             |                                 | Genitori                            |  |  | Nonni |  |  | Bisnonni                               |  |  | Trisnonni                          |  |
|                                            |                             |                                 |                                     |  |  |       |  |  | 8. Lawrence Dundas, I conte di Zetland |  |  | 16. Thomas Dundas, I barone Dundas |  |
|                                            |                             |                                 |                                     |  |  |       |  |  | 8. Lawrence Dundas, I conte di Zetland |  |  | 16. Thomas Dundas, I barone Dundas |  |
|                                            |                             | 17. Charlotte FitzWilliam       |                                     |  |  |       |  |  | 8. Lawrence Dundas, I conte di Zetland |  |  |                                    |  |
| 4. John Charles Dundas                     |                             |                                 |                                     |  |  |       |  |  | 8. Lawrence Dundas, I conte di Zetland |  |  |                                    |  |
|                                            |                             | 9. Harriot Hale                 | 18. John Hale                       |  |  |       |  |  |                                        |  |  |                                    |  |
|                                            |                             | 9. Harriot Hale                 | 18. John Hale                       |  |  |       |  |  |                                        |  |  |                                    |  |
|                                            |                             | 9. Harriot Hale                 | 19. Mary Chaloner                   |  |  |       |  |  |                                        |  |  |                                    |  |
| 2. Lawrence Dundas, I marchese di Zetland  |                             | 9. Harriot Hale                 |                                     |  |  |       |  |  |                                        |  |  |                                    |  |
|                                            |                             | 10. James Talbot                | 20. Matthew Talbot                  |  |  |       |  |  |                                        |  |  |                                    |  |
|                                            |                             | 10. James Talbot                | 20. Matthew Talbot                  |  |  |       |  |  |                                        |  |  |                                    |  |
|                                            |                             | 10. James Talbot                | 21. Jane d'Arcy                     |  |  |       |  |  |                                        |  |  |                                    |  |
| 5. Margaret Matilda Talbot                 |                             | 10. James Talbot                |                                     |  |  |       |  |  |                                        |  |  |                                    |  |
|                                            |                             | 11. Mary Sutton                 | …                                   |  |  |       |  |  |                                        |  |  |                                    |  |
|                                            |                             | 11. Mary Sutton                 | …                                   |  |  |       |  |  |                                        |  |  |                                    |  |
|                                            |                             | 11. Mary Sutton                 | …                                   |  |  |       |  |  |                                        |  |  |                                    |  |
| 1. Lawrence Dundas, II marchese di Zetland |                             | 11. Mary Sutton                 |                                     |  |  |       |  |  |                                        |  |  |                                    |  |
|                                            | 12. Frederick Lumley-Savile | 24. Frederick Lumley            |                                     |  |  |       |  |  |                                        |  |  |                                    |  |
|                                            | 12. Frederick Lumley-Savile | 24. Frederick Lumley            |                                     |  |  |       |  |  |                                        |  |  |                                    |  |
|                                            | 12. Frederick Lumley-Savile | 25. Harriet Anne Boddington     |                                     |  |  |       |  |  |                                        |  |  |                                    |  |
| 6. Richard Lumley, IX conte di Scarbrough  | 12. Frederick Lumley-Savile |                                 |                                     |  |  |       |  |  |                                        |  |  |                                    |  |
|                                            |                             | 13. Charlotte Mary Beresford    | 26. George Beresford                |  |  |       |  |  |                                        |  |  |                                    |  |
|                                            |                             | 13. Charlotte Mary Beresford    | 26. George Beresford                |  |  |       |  |  |                                        |  |  |                                    |  |
|                                            |                             | 13. Charlotte Mary Beresford    | 27. Frances Bushe                   |  |  |       |  |  |                                        |  |  |                                    |  |
| 3. Lillian Lumley                          |                             | 13. Charlotte Mary Beresford    |                                     |  |  |       |  |  |                                        |  |  |                                    |  |
|                                            |                             | 14. Andrew Drummond             | 28. Andrew Berkeley Drummond        |  |  |       |  |  |                                        |  |  |                                    |  |
|                                            |                             | 14. Andrew Drummond             | 28. Andrew Berkeley Drummond        |  |  |       |  |  |                                        |  |  |                                    |  |
|                                            |                             | 14. Andrew Drummond             | 29. Mary Perceval                   |  |  |       |  |  |                                        |  |  |                                    |  |
| 7. Frederica Drummond                      |                             | 14. Andrew Drummond             |                                     |  |  |       |  |  |                                        |  |  |                                    |  |
|                                            |                             | 15. Elizabeth Frederica Manners | 30. John Manners, V duca di Rutland |  |  |       |  |  |                                        |  |  |                                    |  |
|                                            |                             | 15. Elizabeth Frederica Manners | 30. John Manners, V duca di Rutland |  |  |       |  |  |                                        |  |  |                                    |  |
|                                            |                             | 15. Elizabeth Frederica Manners | 31. Elizabeth Howard                |  |  |       |  |  |                                        |  |  |                                    |  |
|                                            |                             | 15. Elizabeth Frederica Manners |                                     |  |  |       |  |  |                                        |  |  |                                    |  |